# محمد سعيد محفوظ
محمد سعيد محفوظ (3 أغسطس 1973 -) هو كاتب وإعلامي ومخرج مصري، يعمل مستشاراً لرئيس مجلس إدارة مؤسسة الأهرام للتطوير التكنولوجي، ونائب رئيس قناة بقطاع القنوات الإخبارية بالشركة المتحدة للخدمات الإعلامية مؤسس مشروع (ميدياتوبيا) للتدريب الإعلامي الذي بدأ كمبادرة عام 2014، ليتحول تدريجياً إلى مؤسسة إعلامية شاملة للتدريب والإنتاج الإعلامي.

## حياته ونشاته
ولد في حي محرم بك بمدينة الإسكندرية يوم 3 أغسطس، والده سعيد علي محفوظ خدم في سلاح البحرية خلال حرب أكتوبر 1973 وتوفي يوم 16 أكتوبر 1992 عن 53 عاماً. شارك محمد سعيد في النشاط الإذاعي بمدرسة أم المؤمنين الابتدائية منذ الصف الرابع، ورشحته مدرسته لتقديم برنامجها الإذاعي الصباحي على راديو الإسكندرية ضمن مسابقة محلية فاز فيها بالمركز الأول، كما انخرط في فريق الصحافة الذي واظب على إصدار مجلات الحائط، بمساعدة والدته المشرفة على الفريق في ذلك الوقت بحكم عملها كمعلمة بالمدرسة، ووالده الذي تفوق هو الآخر خلال طفولته في مسابقات الإنشاء والشعر والخط العربي.
حاصل على الدكتوراه في الإعلام وصناعة الأفلام من جامعة لندن، أشتهر في بداية عام 2000 ببرنامجه (مقص الرقيب) على تليفزيون أبو ظبي (ديسمبر 1999 ـ سبتمبر 2001)، وغيره من البرامج التي اهتمت بقضايا الحريات وحقوق الإنسان، كما أخرج أفلاماً وثائقية ذات قالب رمزي، عاش في بريطانيا منذ عام 2006، حيث نال درجة الماجستير في مجال الفيلم الوثائقي ثم الدكتوراه في مجالي صناعة الأفلام والإعلام الحديث عام 2012. عمل مخرجاً ومنتجاً للأخبار ومذيعاً في هيئة الإذاعة البريطانية بي بي سي من مارس 2006 إلى يناير 2011، والتحق بشبكة الجزيرة في فبراير 2011، ثم انضم لشبكة أون تي في بمصر من مايو 2011 وحتى نهاية مارس 2012. مارس مختلف فنون العمل الصحفي، ونال العديد من الجوائز كان آخرها من مهرجان الجزيرة للأفلام الوثائقية.[محل شك][انحياز]

## التعليم:
- درس خلال مرحلة التعليم الابتدائي بمدرسة أم المؤمنين بالإسكندرية.
- شارك في النشاط الإذاعي بالمدرسة منذ الصف الرابع، ورشحته مدرسته لتقديم برنامجها الإذاعي الصباحي على راديو الإسكندرية ضمن مسابقة محلية فاز فيها بالمركز الأول، كما انخرط في فريق الصحافة الذي واظب من خلاله على إصدار مجلات الحائط، بمساعدة والدته المشرفة على الفريق آنذاك بحكم عملها كمعلمة بالمدرسة، ووالده الذي تفوق هو الآخر خلال طفولته في مسابقات الإنشاء والشعر والخط العربي.
- التحق خلال المرحلة الإعدادية بمدرسة الشهيد محمد فهمي عبد المجيد بالإسكندرية، حيث بدأت هوايته للصحافة بعد أن تعرف على كتابات مصطفى أمين، وأخذ في مراسلته لتلقي نصائحه، ثم التقى به لأول مرة عام 1987، مما شجعه على الاستمرار في هذه الهواية، كما واصل نشاطه وتفوقه في التقديم الإذاعي والإلقاء المسرحي والخط العربي.
- عام 1988، وخلال دراسته بمدرسة العباسية الثانوية العسكرية بالإسكندرية، أجرى لمجلة المدرسة حواراً مع الكاتب سعيد سنبل رئيس تحرير جريدة الأخبار اليومية في ذلك الوقت، والذي آمن بموهبته، وساعده فيما بعد على التدرب بصالة تحرير جريدة الأخبار خلال فترة الدراسة الجامعية، ثم رشحه للعمل بعد عام من التخرج، أي عام 1995، للعمل في صحيفة الأهرام
- درس الإعلام في كلية الآداب بجامعة الإسكندرية، وتخرج منها عام 1994، وكان ترتيبه الأول، فاستحق جائزة مصطفى وعلي أمين للصحافة، التي تسلمها من الكاتب مصطفى أمين عام 1996، أي قبل رحيله بعام واحد، في احتفال ضم نخبة رجال الإعلام والسياسة والفن، وألقى محفوظ كلمة نيابة عن طلبة الإعلام المكرمين.
- درس إدارة الأعمال بنظام التعليم عن بعد في جامعة سيتي الأمريكية خلال عامي 1996 و1997.
- التحق بمعهد السينما عام 1998، حيث درس بقسم السيناريو (برئاسة المخرج محمد كامل القليوبي) لمدة عام واحد، قبل أن يضطر لتركه عندما قرر خوض تجربة العمل في تليفزيون أبوظبي، ويستمر به لمدة 5 سنوات.
- وفي يناير من عام 2006، حصل على منحة Chevening من وزارة الخارجية البريطانية  نسخة محفوظة 31 يوليو 2009 على موقع واي باك مشين. لدراسة الماجستير في مجال الفيلم الوثائقي بجامعة رويال هولواي في لندن، وتخرج عام 2007 بتقدير امتياز مع مرتبة الشرف، فأعطته نفس الجامعة منحة أخرى لدراسة الدكتوراه في مجال الإعلام الحديث وصناعة الفيلم، لينال الدرجة في أغسطس عام 2012.
- في عام 2022 حصل على جائزة الثقافة والإبداع من اتحاد خريجي بريطانيا، وكانت الجائزة عبارة عن منحة للحصول على ديبلوما في التسويق الرقمي من الأكاديمية البريطانية للتسويق الرقمي بلندن.

## النشاط الصحفي:
- بدأ نشر موضوعاته الصحفية وهو في سن الرابعة عشرة، بحوار مع أستاذه مصطفى أمين نشر بجريدة "وفد الإسكندرية"، الصادرة عن حزب الوفد في ذلك الوقت، وكان يرأس تحريرها علاء رفعت، الذي شجع محفوظ، وقدمه للقراء في مقال له بعنوان (موهبة جديدة).
- استمر عمله بجريدة "وفد الإسكندرية" لبضعة أشهر، إلى أن تولى تحرير باب أخبار الحوادث فيها وهو ما يزال في الصف الأول الثانوي، ولكن نظراً لعدم استقرارها في الصدور، انتقل منها إلى جريدة "الأيام" التي أسسها الدكتور عاطف غيث وكان يرأس تحريرها محمد شاكر مدير مكتب جريدة الأخبار في الإسكندرية آنذاك، وأول ما نشر بها كان حواره مع الكاتب سعيد سنبل.
-  ثم انضم إلى صحيفة "صوت الإسكندرية" التي كانت تصدر عن المجلس المحلي برئاسة سلطان محمود مدير مكتب أكتوبر في الإسكندرية حينئذ، وأستاذه في الجامعة، والذي كلفه بمهام سكرتير التحرير التنفيذي، ومنها مراجعة بعض المواد التحريرية، والإشراف على طباعة الصحيفة بمؤسسة الأهرام في القاهرة بينما كان سنه لم يتجاوز التاسعة عشرة.
ـ  نشر مقاله الأول عام 1988 في صفحة الرأي بجريدة "الأخبار" المصرية، بعنوان: (التعليم في مصر من وجهة نظر طالب)، والذي خاطب فيه الدكتور أحمد فتحي سرور وزير التعليم في مصر آنذاك، منتقداً بجرأة بعض سياساته، وهو ما أثار سخط مدرسته الثانوية والإدارة التعليمية المحلية عليه.
ـ  انضم إلى صحيفة "الأهرام" (متدرباً) في فبراير 1995، وأصدر إبراهيم نافع رئيس مجلس إدارة المؤسسة ورئيس التحرير في ذلك الوقت قراراً بتعيينه في أغسطس من نفس العام، ليصبح (وعمره 22 عاماً) أصغر صحفي يتم تعيينه رسمياً بالمؤسسة في تاريخها.
ـ  خلال التسعينات عُرف محفوظ في مجال صناعة المجلات والصحف، وبرز كمخرج صحفي ومحرر للعديد من الإصدارات المتخصصة والحزبية والنقابية.
ـ نشر مقالات في مناسبات مختلفة بجريدة "الرأي" الأردنية، وجريدة "السفير" اللبنانية، وجريدة "البيان" الإماراتية، وجريدة "أخبار النجوم" المصرية.
ـ  خلال عام 2004 أفسحت له جريدة "الاتحاد" صفحة كاملة أسبوعية لنشر مقال له يتزامن مع عرض حلقات برنامجه (تحقيق)، ليتضمن جوانب أعمق مما لم يسمح له وقت البرنامج المحدود بمناقشتها.
ـ  عندما ترك سعيد تليفزيون أبو ظبي في صيف عام 2005، تفرغ لبضعة أشهر لكتابة مقالات أسبوعية لموقعي دنيا الوطن   وإيلاف   على الإنترنت، وخلال هذه الفترة واظبت صحيفة البيان على نشر مقال أسبوعي له كل ثلاثاء .
ـ    نشر كذلك مقالاته بصحف عدة، منها المصري اليوم، الدستور، التحرير، اليوم السابع، والقدس العربي.
ـ   تتلمذ في سن مبكرة على أيدي كبار أعلام الصحافة في مصر، فبالإضافة لقربه من مصطفى أمين وسعيد سنبل، تعرف على أساتذة آخرين واستفاد منهم، مثل إبراهيم نافع، عبد الوهاب مطاوع، سلامة أحمد سلامة، عبد الفتاح البارودي، نبيل عصمت، أحمد رجب، آمال فهمى، وغيرهم.

## مسيرته
- انضم إلى صحيفة الأهرام ـ متدرباً ـ في فبراير 1995، وأصدر إبراهيم نافع رئيس مجلس إدارة المؤسسة ورئيس التحرير في ذلك الوقت قراراً بتعيينه في أغسطس من نفس العام، ليصبح ـ وعمره 22 عاماً ـ أصغر صحفي يتم تعيينه رسمياً بالمؤسسة في تاريخها.
- خلال التسعينات عُرف محمد سعيد في مجال صناعة المجلات والصحف، وبرز كمخرج صحفي للعديد من الإصدارات المتخصصة والحزبية والنقابية، ورأس تحرير مجلة (إنتربيلد) المعنية بالبناء والتشييد.
- في عام 2003 صدر له عن دار أخبار اليوم كتاب (مقص الرقيب: يوميات صحفي مصري في الأراضي المحتلة)، ويروي فيه تفاصيل زيارته للأراضي الفلسطينية المحتلة وإسرائيل، والتي قام بها في يوليو 2000، وانتهت بقرار إسرائيل منعه من دخولها مرة أخرى بسبب تصويره اعتداءات المستوطنين الإسرائيليين على سكان مدينة الخليل، وقد تزامن صدور الكتاب مع انعقاد معرض القاهرة الدولي للكتاب، والذي ناقش الكتاب في إحدى ندواته، وأدار الندوة الصحفي المصري إبراهيم عيسى.
- نشر مقالات في مناسبات مختلفة بجريدة الرأي الأردنية (منها استشهاد زميله مراسل الجزيرة طارق أيوب في العراق)  وجريدة السفير اللبنانية.
- خلال عام 2004 أفسحت له جريدة الاتحاد  صفحة كاملة أسبوعية لنشر مقال له يتزامن مع عرض حلقات برنامجه (تحقيق)، ليتضمن جوانب أعمق مما لم يسمح له وقت البرنامج المحدود بساعة واحدة فقط بمناقشتها.
- عندما ترك محمد سعيد تليفزيون أبو ظبي في صيف عام 2005، تفرغ لبضعة أشهر لكتابة مقالات أسبوعية لموقعي دنيا الوطن   وإيلاف   على الإنترنت، إلى جانب تأسيسه لحركة مستقلة تحمل اسم (صحافة حرة)، تدافع عن حرية الصحافة في العالم العربي، وترصد ما قد تتعرض له من ضغوط أو انتهاكات ، قبل أن ينتقل إلى دبي ليشغل موقعاً استشارياً في المجموعة العربية للإعلام ، والتي تصدر صحيفة البيان الإماراتية وعدداً من الصحف التابلويد، كما تطلق عدداً من الإذاعات المحلية، وخلال هذه الفترة واظبت صحيفة البيان على نشر مقال أسبوعي له كل ثلاثاء .
- حالياً ينشر مقالاته بصحف عدة، منها المصري اليوم، الدستور، اليوم السابع، والقدس العربي.[8]

### النشاط التليفزيوني[9]
قناة النيل الثقافية
- ساهم محمد سعيد في انطلاقة قنوات النيل المتخصصة في مصر عام 1998، وعمل معداً ومقدماً للبرامج في قناة النيل الثقافية، ومن برامجه التي نالت اهتماماً في ذلك الوقت:

- على المدى البعيد
حول مستقبل الإنجازات العلمية في القرن العشرين، والذي استضاف فيه عالم الفضاء المصري الدكتور فاروق الباز.
- الدفاتر القديمة
حول التحولات الفكرية للكتاب ورجال السياسة، والذي حاور فيه الدكتور سعد الدين إبراهيم، عادل حسين، الدكتور عليّ الدين هلال ، المستشار طارق البشري، الدكتور عبد المنعم سعيد، وغيرهم.
تليفزيون أبوظبي
- انتقل للعمل في تلفزيون أبوظبي في نوفمبر 1999، معداً ومقدماً لبرنامج (مقص الرقيب)، الذي ركز على قضايا الرقابة على الرأي والحريات في العالم العربي والإسلامي ، واستمر البرنامج من يناير 2000 إلى سبتمبر 2001، ولاقى اهتماماً واسعاً من الجمهور ووسائل الإعلام، ونال العديد من الجوائز ، إلى أن أوقفته إدارة القناة استجابة لاحتجاج الرئيس التونسي زين العابدين بن علي على حلقة كان قد بدأ الترويج لها على التليفزيون قبل إذاعتها عن انتهاكات حقوق الإنسان في تونس، وتزامن وقف البرنامج مع أحداث 11 سبتمبر.
- أنتج تليفزيون أبو ظبي لمحمد سعيد بعد ذلك عدة برامج، منها (على ذمة التحقيق)، و(تحقيق)، وحلقات من برامج (بدون مقدمات)، (مقابلة خاصة)، و(جسور)، وناقش سعيد في هذه الأعمال قضايا كثيرة شائكة، في العديد من المناطق الساخنة بالعالم، منها الأراضي الفلسطينية وإسرائيل، الصومال، جنوب السودان، الحدود الأفغانية الباكستانية، كما حاور شخصيات بارزة عديدة، منها ياسر عرفات، الرئيس اليمني علي عبد الله صالح، جون قرنق زعيم الحركة الشعبية لتحرير السوداني، الرئيس الصومالي السابق عبد القاسم صلاد حسن، الدكتور بطرس بطرس غالي الأمين العام الأسبق للأمم المتحدة، البابا شنودة الثالث، إلى جانب شخصيات مثيرة للجدل، مثل أبو حمزة المصري وأبو قتادة.

بي بي سي
بدأ العمل في بي بي سي يوم 3 مارس عام 2006، ليكمل خبرته الإعلامية بالعمل أمام ميكرفون الإذاعة ، وبمشاركته في انطلاقة تليفزيون بي بي سي العربي فيما بعد، أتيحت له الفرصة للعمل بمجال الأخبار التليفزيونية، وبذلك يكون قد أجاد كل فنون العمل الإعلامي خلال ما يزيد عن عشرين عاماً، هي عمر تعلقه بالصحافة منذ قرر امتهانها وهو في سن الرابعة عشر.
الجزيرة
انضم إلى قناة الجزيرة يوم 5 فبراير 2011، وساهم في تغطيتها لأحداث الثورة في مصر، من خلال قناة الجزيرة مباشر.
أون تي في
التحق بقناة أون تي في يوم 21 مايو 2011٬ حيث قدم بها برنامجي صباح أون وماذا بعد ثم تركها في نهاية شهر مارس 2012.

## أعماله

- هراقليوم

تدور أحداثه تحت البحر بعمق أربعة عشر متراً، حيث قام محمد سعيد بالغوص بنفسه في أعماق مدينة هراقليوم الغارقة ، التي تعود للعصر البطلمي، وتم اكتشافها بالقرب من شاطئ أبو قير بالإسكندرية .
- الإعدام

في عام 2004 أنتج فيلماً وثائقياً بعنوان (الإعدام) حول مقتل الصحفية الإيطالية إيلاريا آلبي في الصومال، وتمكن من خلاله من الحصول على وثائق جديدة تتعلق بالجريمة، التي اتهم فيها مواطن صومالي يدعى حاشي عمر حسن، وحكم عليه بالسجن مدى الحياة في إيطاليا.
وبعد إذاعة الفيلم على قناة أبو ظبي، قرر البرلمان الإيطالي تشكيل لجنة لإعادة التحقيق في الجريمة، ووجه الدعوة لمحمد سعيد للإدلاء بشهادته أمامها في روما لمدة ثلاثة أيام كاملة (21 و22 و28 يوليو2005)، وهي الشهادة التي غيرت مسار القضية ، إلى أن حكم القضاء بتبرئة المواطن الصومالي، وتوجيه الاتهام إلى أحد زعماء الحرب في الصومال.
- سلام وانتقام

تحقيق تليفزيوني قدمه وأخرجه محمد سعيد عام 2003، وأذيع عام 2004، وهو من إنتاج تليفزيون أبو ظبي، جمع فيه سعيد 112 حالة ـ قام بحصرها بنفسه في الصومال ـ لمواطنين صوماليين تعرضوا للتعذيب الوحشى على أيدى القوات الإيطالية خلال مشاركتها في عملية (استعادة الأمل) تحت لواء الأمم المتحدة في الفترة من 1993 إلى 1995.
حصل محمد سعيد عن هذا العمل على جائزة الإبداع الذهبية وشهادة تقدير وجائزة مالية قدرها عشرة جنيهات ذهبية من مهرجان القاهرة الدولي للإذاعة والتليفزيون عام 2004 .
- أورانو

فيلم وثائقي آخر ضمن سلسلته عن الصومال، أخرجه عام 2004، وتم تصويره في 11 دولة، وتضمن معلومات موثقة لم يسمع بها أحد من قبل حول صفقة (أورانو) لدفن أطنان من النفايات الكيماوية في مدينتى جروى وبوساسو بالصومال في أواخر الثمانينات، وهى الصفقة التي كان مسئول في الحزب الاشتراكى الإيطالى أحد أطرافها.. كتب محمد سعيد كذلك عدداً من المقالات الصحفية حول هذه القضية ، واعتبر واحداً من المتخصصين فيها.
- أرض المنفى

رحلة إلى جنوب السودان، يوثقها هذا الفيلم الذي تم تصويره في صيف عام 2004، ليجيب على سؤال أساسي: ماذا قدم العرب للسودانيين الجنوبيين بعد اتفاق السلام؟.
- تصريح من الله

تحقيق تليفزيوني تم تصويره في سويسرا وبريطانيا والولايات المتحدة عام 2004، حول علاقة المنظمات الخيرية بما يسمى (الإرهاب).
- لا

أول أفلام محمد سعيد بعد انتقاله إلى لندن، ويعبر فيه عن احتجاجه على المناخ السياسي والاجتماعي في مصر، ولكن بلغة رمزية، يتناول من خلالها الطرق التي تعبر بها شرائح مختلفة من الشعب المصري عن رفضها لأوضاعهم المعيشية. مدة الفيلم عشر دقائق فقط.
- الربيع

فيلم وثائقي بأسلوب درامي، لعب فيه سعيد دور المخرج والمصور، ويعكس حياة سكان القبور في مصر، وهم الفقراء الذين يشعرون بالرضا رغم ظروفهم القاسية، وهو فيلم قصير لا تتجاوز مدته 13 دقيقة.
- أي كلام

الفيلم الأول الذي يقدم فيه محمد سعيد انعكاساً لسيرته الذاتية ، مازجاً بين الدراما والوثائقي بأسلوب سيريالي ، حيث قدم نفسه فيه كنموذج لصحفي ومحقق تليفزيوني عربي، جاء إلى لندن تاركاً وراءه جمهوراً واسعاً في الشرق الأوسط تعلق بكتاباته وبرامجه عن الحريات وحقوق الإنسان، وضعته عملية جراحية أجريت له في صيف عام 2007 لإزالة ورم من الرأس بين الحياة والموت، فكانت تلك فرصته الأولى لتقييم ما مضى من مسيرته، وتحت تأثير المخدر، يذهب الصحفي إلى ماضيه الثري بالأحداث، يواجه نفسه بحقائق تتعلق بنظرته للمهنة، واحترام الجمهور لها، ويحاسب نفسه  على ترديد معلومات غير دقيقة، ساهمت ـ من وجهة نظره القاسية ـ في الغزو الأمريكي للعراق، ويستخلص في النهاية أن الصحفيين لعبة، تخدم السلطة، وتسلي المشاهدين .
عرض الفيلم أكثر من مرة في مصر  وبريطانيا، ونوقش في عدد من البرامج على التليفزيون المصري (مثل «البيت بيتك» . على يوتيوب. على يوتيوب. على يوتيوب و«صباح الخير يا مصر». على يوتيوب. على يوتيوب)، ونال جائزة لجنة التحكيم الخاصة في مهرجان الجزيرة الدولي الخامس للأفلام الوثائقية يوم 16 أبريل عام 2009، وتبلغ مدته 17 دقيقة.

## الجوائز
- جائزة مصطفى وعلي أمين للصحافة عام 1996.
- جائزة تقديرية من مهرجان الخليج السابع للإذاعة والتليفزيون بالبحرين في فبراير 2001 عن برنامج (مقص الرقيب)، حلقة حول العلاقة بين المسلمين والأقباط في الأعمال الدرامية المصرية.
- جائزة برونزية من مهرجان القاهرة للإذاعة والتليفزيون عام 2002، عن برنامج (مقص الرقيب)، حلقة حول الرقابة الإسرائيلية على الصحافة الفلسطينية.
- جائزة ذهبية من مهرجان البحرين للإذاعة والتليفزيون خلال عام 2004 عن الفيلم الوثائقي «أورانو» (الصفقة السرية لدفن النفايات السامة في الصومال).
- شهادة تقدير من مهرجان القاهرة للإذاعة والتليفزيون عام 2004 عن الفيلم الوثائقي «أورانو» (الصفقة السرية لدفن النفايات السامة في الصومال).
- جائزة الإبداع الذهبية من مهرجان القاهرة للإذاعة والتليفزيون عام 2004، عن التحقيق التليفزيوني (سلام وانتقام) حول انتهاكات القوات الدولية في الصومال.
- جائزة أفضل مذيع تليفزيوني في العالم العربي من مهرجان القاهرة للإذاعة والتليفزيون عام 2004.
- جائزة لجنة التحكيم الخاصة لأفضل فيلم قصير من مهرجان الجزيرة الدولي الخامس للأفلام الوثائقية عام 2009، عن فيلم (أي كلام).

## المؤلفات:
- كتاب (يوميات صحفي مصري في الأراضي المحتلة)، عن دار أخبار اليوم، ويروي فيه تفاصيل زيارته الصحفية للأراضي الفلسطينية المحتلة وإسرائيل، والتي قام بها في يوليو 2000، وانتهت بقرار إسرائيل منعه من دخولها مرة أخرى بسبب تصويره اعتداءات المستوطنين الإسرائيليين على سكان مدينة الخليل، وقد تزامن صدور الكتاب مع انعقاد معرض القاهرة الدولي للكتاب عام 2003، والذي ناقش الكتاب في إحدى ندواته، وأدار الندوة الكاتب الصحفي إبراهيم عيسى.
- صدرت له أول رواية عام 2022 بعنوان (الخروج من البوابة الحمراء[10])، ويروي فيها يوميات[11] عزله في بريطانيا وقت انتشار كورونا.

## التأليف الغنائي
- عام 2004 كتب أغنية من وحي تجربته الصحفية، وفقدانه عدد من زملائه الصحفيين (ومنهم طارق أيوب، مازن دعنا مصور رويترز الذي قتل في العراق، ورضا هلال الذي اختفى عام 2003، وغيرهم)، وتتناول الأغنية المصاعب التي قد يتعرض لها الصحفي خلال عمله، يقول مطلعها (بالمختصر.. قلمه انكسر.. بس قلبه ع اللي بيحاربه انتصر)، وقد أهداه لحنها الموسيقار محمد ضياء في مايو عام 2010، وغنتها المطربة المغربية أمنية.
- عام 2015 كانت له تجربة ثانية في التأليف الغنائي، وهي أغنية (ميدياتوبيا[12]) التي تعبر عن المبادرة التي أطلقها عام 2014 لتنشئة شباب الإعلاميين على المعايير المهنية الأخلاقية، ويقول مطلعها (احنا ليه في الدنيا جينا.. إلا علشان العمار.. لاجل ما نخليها جنة.. نوصل الليل بالنهار). قام بتلحين هذه الأغنية الفنان أحمد بحر.
- تعلق كذلك بالمسرح، منذ تأسيسه لفريق التمثيل والإلقاء بمدرسته الثانوية، والذي أدى من خلاله بطولة مسرحية (الزفاف الدامي) للشاعر الأسباني فدريكو جارسيا لوركا عام 1989 على دار أوبرا الإسكندرية ومسرح ليسيه الحرية بالإسكندرية، ثم على مسرح النقراشي بالقاهرة، حيث حصل على الجائزة الذهبية في مسابقة المسرح على مستوى مدارس الجمهورية، كما نال في نفس العام جائزة الإلقاء المسرحي على مستوى الجمهورية، عن أدائه لمونودراما من مسرحية (ليلى والمجنون) للشاعر صلاح عبد الصبور، وفي العام التالي 1990 حصل على نفس الجائزة عن أدائه لقصيدة الشاعر فاروق جويدة بمناسبة إطلاق سراح المناضل الأفريقي نيلسون مانديللا.

## معرض الصور

مع محمد بسيوني سفير مصر السابق في تل أبيب في يوليو من عام 2000